# Maltese Premier League 2025/26
Die Maltese Premier League 2025/26 soll die 111. Spielzeit in der Geschichte der höchsten maltesischen Fußballliga werden. Sie trägt den offiziellen Sponsorennamen 360Sport Malta Premier League. Die Saison begann am 16. August 2025 und endet voraussichtlich am 3. Mai 2026. Anschließend finden die notwendigen Play-offs um die Meisterschaft und Abstieg statt. Titelverteidiger ist Ħamrun Spartans.

## Modus
Die Saison wird in einer zweistufigen Phase durchgeführt. In der Eröffnungsrunde spielen die Mannschaften jeweils einmal gegeneinander. Danach spielen die sechs besten Teams fünf weitere Spiele in der Meistergruppe und die anderen sechs ebenfalls fünf weitere Spiele in der Abstiegsrunde. In der Schlussrunde geschieht das gleiche wie in der Eröffnungsrunde, sodass jede Mannschaft 32 Spiele absolviert.
Meister und Teilnehmer an der Champions League 2026/27 wird, wer entweder beide Phasen gewinnt oder das Entscheidungsspiel gewinnt. Sollten zwei Teams den ersten und zweiten Platz in der Eröffnungsrunde und ein oder zwei andere Teams den ersten und zweiten Platz in der Schlussrunde belegen, wird ein Miniturnier „Final Four“ ausgetragen. An der 1. Qualifikation zur Conference League 2026/27 nehmen neben dem Pokalsieger entweder der Verlierer des Meisterfinals und ein weiterer Zweitplatzierter teil oder die beiden Zweitplatzierten.
Wenn dieselben beiden Teams in der Eröffnungs- und in der Schlussrunde den 11. und 12. Platz belegen, steigen die beiden Teams automatisch ab. Wenn eine Mannschaft in beiden Runden den 11. oder 12. Platz belegt, steigt diese Mannschaft automatisch in die Maltese First Division ab. Andererseits wird es zwischen den beiden anderen Mannschaften, die in den jeweiligen Runden einen der letzten beiden Plätze belegen, ein Entscheidungsspiel geben.

## Vereine
Nur wenige Stadien in Malta verfügen über die nötige Infrastruktur, um regelmäßig Premier-League-Matches abhalten zu können. Diese sind das Ta’ Qali-Stadion, das Victor-Tedesco-Stadion und der Hibernians Football Ground. Jede Mannschaft verfügt zwar über einen eigenen Trainingsplatz, allerdings werden auf diesen in der Regel keine Matches gespielt. Daher finden die Spiele üblicherweise auf neutralem Boden statt, was die Unterscheidung zwischen Heim- und Auswärtsspielen im Wesentlichen hinfällig macht.
| Mannschaft            | Stadt      | Stadion                        | Kapazität |
| --------------------- | ---------- | ------------------------------ | --------- |
| FC Birkirkara         | Birkirkara | Infetti Ground                 | 02.500    |
| FC Floriana           | Floriana   | Independence Arena             | 03.000    |
| Gżira United          | Gżira      | MFA Centenary Stadium          | 02.000    |
| Ħamrun Spartans       | Ħamrun     | Victor-Tedesco-Stadion         | 06.000    |
| Hibernians Paola      | Paola      | Hibernians Football Ground     | 08.000    |
| FC Marsaxlokk         | Marsaxlokk | Marsaxlokk Ground              | 01.000    |
| Tarxien Rainbows      | Tarxien    | Tony Cassar Sports Ground      | 01.000    |
| FC Mosta              | Mosta      | Charles Abela Memorial Stadium | 00.600    |
| Naxxar Lions          | Naxxar     | Ta’ Qali-Stadion               | 17.797    |
| Sliema Wanderers      | Sliema     | Ta’ Qali-Stadion               | 17.797    |
| FC Valletta           | Valletta   | MFA Centenary Stadium          | 02.000    |
| FC Żabbar St. Patrick | Żabbar     | St. Patrick’ Stadium           | 00.100    |

## Eröffnungsrunde
| Pl. | Verein                | Sp. | S | U | N | Tore    | Diff. | Punkte |
| --- | --------------------- | --- | - | - | - | ------- | ----- | ------ |
| 1.  | Ħamrun Spartans (M)   | 0   | 0 | 0 | 0 | 000:000 | ±0    | 0      |
| 2.  | FC Birkirkara         | 0   | 0 | 0 | 0 | 000:000 | ±0    | 0      |
| 3.  | FC Floriana           | 0   | 0 | 0 | 0 | 000:000 | ±0    | 0      |
| 4.  | Sliema Wanderers      | 0   | 0 | 0 | 0 | 000:000 | ±0    | 0      |
| 5.  | Hibernians Paola (P)  | 0   | 0 | 0 | 0 | 000:000 | ±0    | 0      |
| 6.  | FC Mosta              | 0   | 0 | 0 | 0 | 000:000 | ±0    | 0      |
| 7.  | Gżira United          | 0   | 0 | 0 | 0 | 000:000 | ±0    | 0      |
| 8.  | FC Marsaxlokk         | 0   | 0 | 0 | 0 | 000:000 | ±0    | 0      |
| 9.  | Naxxar Lions          | 0   | 0 | 0 | 0 | 000:000 | ±0    | 0      |
| 10. | FC Żabbar St. Patrick | 0   | 0 | 0 | 0 | 000:000 | ±0    | 0      |
| 11. | FC Valletta (N)       | 0   | 0 | 0 | 0 | 000:000 | ±0    | 0      |
| 12. | Tarxien Rainbows (N)  | 0   | 0 | 0 | 0 | 000:000 | ±0    | 0      |

| (M) | amtierender maltesischer Meister 2024/25 |
| (P) | amtierender maltesischer Pokalsieger     |
| (N) | Neuaufsteiger                            |

|                  | BIR | FLO | SLI | HIB | MOS | ĦAM | GŻI | MAR | NAX | TRX | VAL | ŻAB |
| ---------------- | --- | --- | --- | --- | --- | --- | --- | --- | --- | --- | --- | --- |
| Birkirkara       |     | :   | :   | –   | –   | :   | –   | –   | –   | –   | :   | :   |
| Floriana         | –   |     | :   | :   | –   | –   | :   | :   | –   | :   | –   | –   |
| Sliema           | –   | –   |     | –   | :   | :   | –   | :   | –   | :   | –   | :   |
| Hibernians       | :   | –   | :   |     | –   | –   | :   | :   | –   | –   | –   | –   |
| Mosta            | :   | :   | –   | :   |     | :   | –   | –   | –   | :   | –   | :   |
| Ħamrun           | –   | :   | –   | :   | –   |     | –   | :   | :   | –   | –   | :   |
| Gżira            | :   | –   | :   | –   | :   | :   |     | –   | –   | –   | –   | :   |
| Marsaxlokk       | :   | –   | –   | –   | :   | –   | :   |     | –   | :   | –   | –   |
| Naxxar           | :   | :   | :   | :   | :   | –   | :   | :   |     | :   | –   | –   |
| Tarxien Rainbows | :   | –   | –   | :   | –   | :   | :   | –   | –   |     | :   | :   |
| FC Valletta      | –   | :   | :   | :   | :   | :   | :   | :   | :   | –   |     | –   |
| Żabbar           | –   | :   | –   | :   | –   | –   | –   | :   | :   | –   | :   |     |